# Echineulima leucophaes
Echineulima leucophaes is een slakkensoort uit de familie van de Eulimidae. De wetenschappelijke naam van de soort is voor het eerst geldig gepubliceerd in 1913 door Tomlin & Shackleford.